# Èpsilon 15
L'èpsilon 15 és un virus bacteriòfag que ataca el bacteri Salmonella. El virus, com els altres bacteriòfags, no és nociu per als humans. Investigadors de molts indrets d'arreu del món estan considerant la possibilitat d'utilitzar fags com l'èpsilon 15 per combatre els bacteris.